# FM-7
FM-7(Fujitsu Micro 7, 후지쯔 마이크로 7)은 후지쯔가 일본에서만 판매한 개인용 컴퓨터이다.